# Anthony Catanzaro
Anthony "Tony" Catanzaro (ur. 18 grudnia 1970 w Bay Shore) – amerykański model fitness, konsultant treningowy, kulturysta. 

## Życiorys

### Wczesne lata
Urodził się w Bay Shore na Long Island jako najmłodszy z sześciorga dzieci Carlo, który pracował w branży rybnej i Rosarii, która była krawcową. Jego rodzice pochodzili z Sciacca na Sycylii. Miał cztery siostry - Kathy, Lisę, Annette i Francine oraz starszego brata Michaela. Mając 15 lat w rodzinnym mieszkaniu przekształcił jeden z pokoi w siłownię. Interesował się wrestlingiem, podziwiał w telewizji osobowość Hulka Hogana i Randy'ego Savage. 

### Kariera
W wieku 18 lat podjął pracę jako model fitness, a także rywalizował w kulturystyce. Po wygraniu międzynarodowego konkursu Mr. Fitness 1997, pojawiał się w licznych filmach treningowych, wielu programach typu talk-show The Phil Donahue Show, Ricki Lake i Maury, telewizyjnym stand-upie Saturday Night Live, reklamach, katalogach i magazynach sportowych, takich jak Exercise, Fitness Magazine, Health & Fitness, Natural Bodybuilding, Muscle & Fitness, Fitness Plus, Men’s Exercise czy Exercise for Men Only, a w styczniu 2001 roku na rozkładówce magazynu „Playgirl”.
Wystąpił także w filmach, m.in. Życie Carlita (Carlito's Way, 1993) Briana De Palmy, Selekcjoner (The Scout, 1994) Michaela Ritchie czy Lowball (1997). Uczestniczył w reality show stacji Oxygen zatytułowanym Mr. Romance. Zajął się też pisaniem artykułów dla Tracy James-New York Modeling Network.
Zamieszkał w Nowym Jorku ze swoją żoną Tiną, którą poznał w listopadzie 1993 roku gdy miał 22 lata i wówczas zmarła jego matka.

## Osiągi kulturystyczne (wybór)
- 2001:
  - Naturalmania Nationals – federacja INBF, kategoria średnia – VII m-ce
  - Tournament of Champions – federacja INBF, kategoria średnia – I m-ce
- 2002:
  - New York State Championships – federacja NPC, kategoria średnia – I m-ce

## Filmografia
- 1993: Życie Carlita (Carlito's Way)
- 1994: Selekcjoner (The Scout)
- 1997: Lowball jako Antonio
- 2003: Beef jako Mario
- 2010: Sculpture jako Ryan